# Getto rzeszowskie

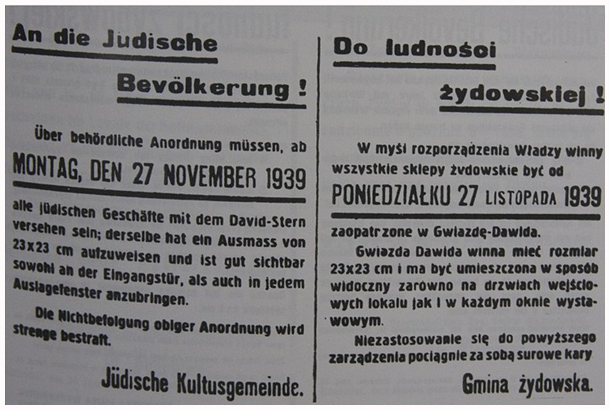
Zarządzenie władz niemieckich Rzeszowa z 1939 o znakowaniu Żydów

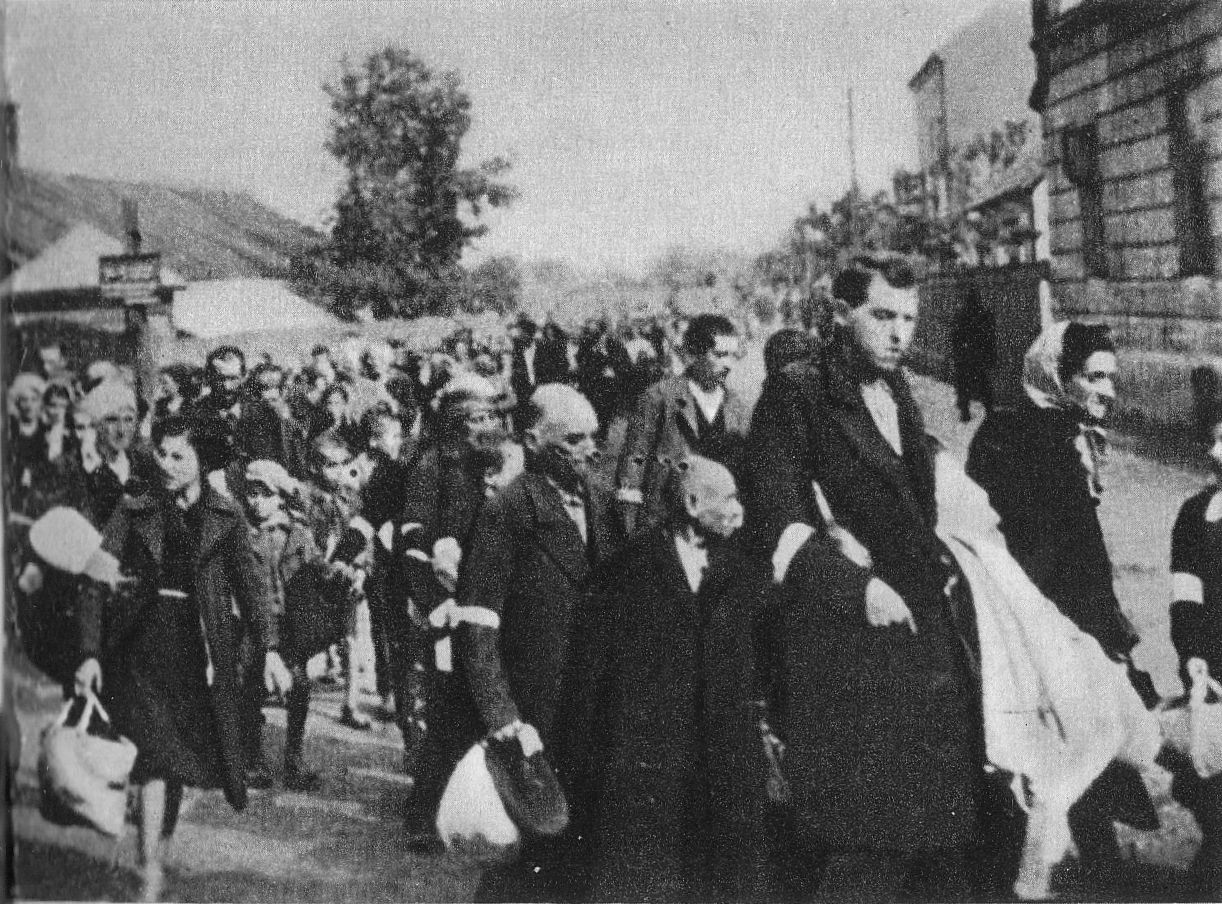
Wysiedlenie Żydów z getta w Rzeszowie w 1942

Getto rzeszowskie – getto dla ludności żydowskiej istniejące w latach 1942–1943 w Rzeszowie.

## Opis
Getto zostało utworzone przez okupacyjne władze niemieckie w styczniu 1942.
W czerwcu 1942 w getcie mieszkało ok. 25 tys. Żydów. W lipcu i sierpniu ponad 20 tys. Żydów w kilku transportach, odprawianych ze stacji Rzeszów Staroniwa, wywieziono do obozu zagłady w Bełżcu, a ok. 2 tys. zamordowano w lesie w Rudnej pod Głogowem.
Po likwidacji getta we wrześniu 1942 utworzono tzw. getto szczątkowo, podzielone na dwie części: getto „A” dla Żydów pracujących, getto „B” dla pozostałych. Getto szczątkowe zostało zlikwidowane we wrześniu 1943; mieszkańców getta „A” deportowano do obozu w Szebniach, a getta „B” do Auschwitz-Birkenau. Większość z ok. 200 osób pozostawionych do uporządkowania terenu dawnego getta i pozostawionych przez jego mieszkańców przedmiotów wywieziono później do obozu w Płaszowie.
Komendantem getta był Kurt Schupke.